# Piotr Kowalski

L'Escalier

Piotr Kowalski (sinh ngày 2 tháng 3 năm 1927 tại Lwów - mất ngày 7 tháng 1 năm 2004 tại Paris) là một nghệ nhân, nhà điêu khắc và kiến trúc sư người Ba Lan.

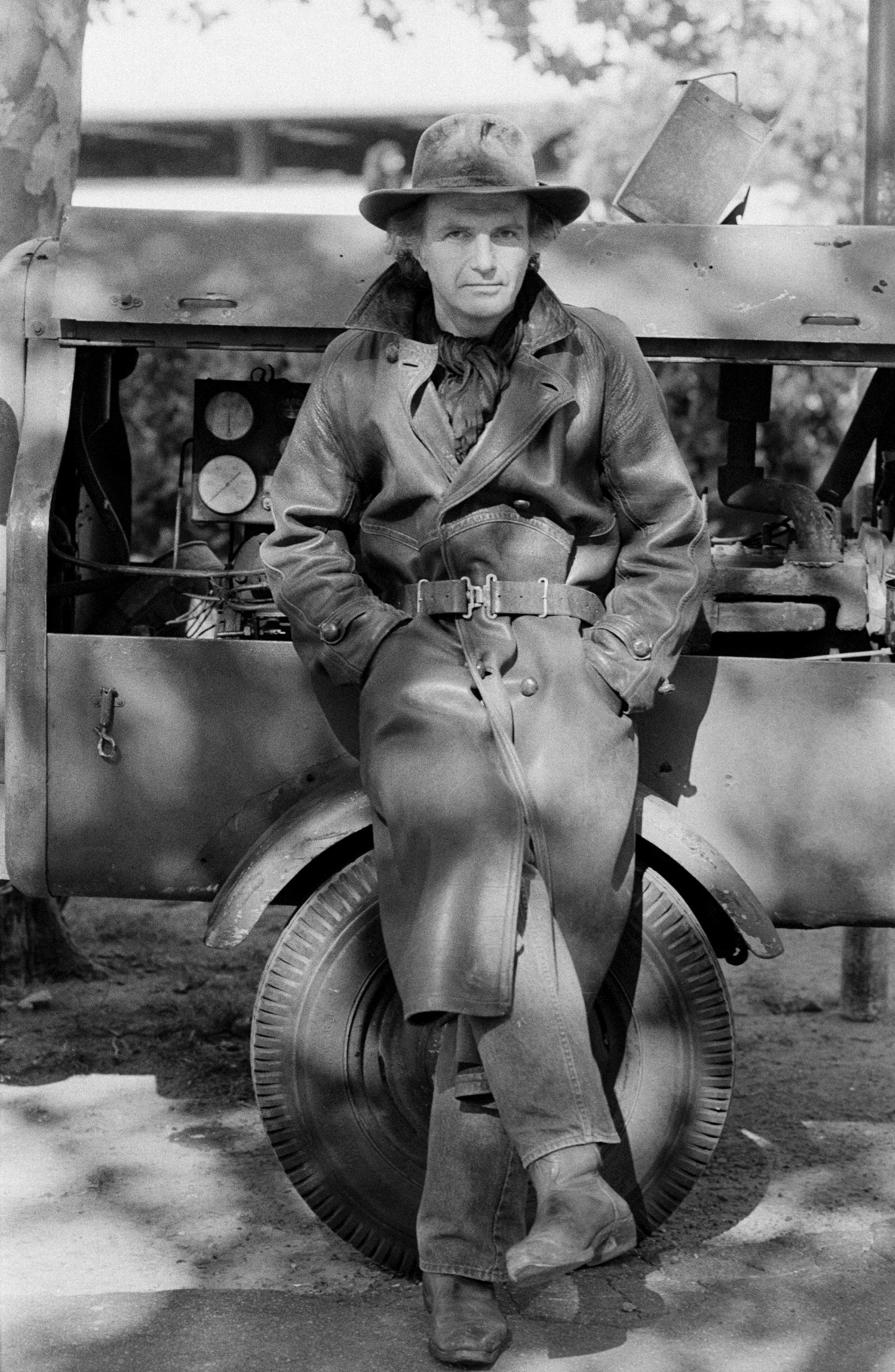
Piotr Kowalski

Trong các công trình của mình, Piotr Kowalski dùng nhiều vật liệu phi truyền thống, bao gồm các thiết bị điện tử và cơ khí, đèn neon. Chủ đề của các tác phẩm thường xoay quanh Trái Đất, vụ nổ và các hiện tượng tự nhiên khác, chẳng hạn như sự phát triển của thực vật và trọng lực. Các công trình của ông thường thể hiện khoa học và các quy luật tự nhiên một cách trực tiếp và hữu hình, tức thì.
Piotr Kowalski là một người tị nạn trong Chiến tranh thế giới thứ hai. Ông tốt nghiệp Viện Công nghệ Massachusetts (MIT). Sau đó, ông chuyển đến Pháp, làm một kiến trúc sư của UNESCO và ở Paris trong phần lớn cuộc đời. Ngoài các tác phẩm triển lãm, ông còn lắp đặt một số công trình lớn ngoài trời.

## Tiểu sử
Piotr Kowalski sinh ngày 2 tháng 3 năm 1927 tại Lwów, nay thuộc Ukraine. Ông là một người tị nạn chiến tranh sống ở Brazil đến năm 1946. Ông theo học tại Viện Công nghệ Massachusetts (MIT) trong giai đoạn 1947-1952 và được nhận bằng Cử nhân Kiến trúc. Ông giữ quan hệ với MIT suốt đời. Ông làm kiến trúc sư cho công ty của Ieoh Ming Pei trong hai năm 1952-1953. Kế tiếp, ông cùng Marcel Breuer trở thành kiến trúc sư của UNESCO ở Paris.
Piotr Kowalski tham gia Trung tâm Nghiên cứu Hình ảnh Nâng cao tại MIT từ năm 1978 đến năm 1985.
Năm 1985, ông trở thành chủ tịch của Hiệp hội Ars Technica trực thuộc Cité des Sciences et de l'Industrie. Sứ mệnh của hiệp hội này là hợp nhất các triết gia, nghệ nhân, nhà khoa học, chẳng hạn như Jean-Marc Levy-Leblond, Claude Faure, Jean-Max Albert, Sara Holt, Piero Gilardi, Jean-Claude Mocik, nhằm phản ánh mối quan hệ giữa nghệ thuật và công nghệ mới.
Piotr Kowalski được bổ nhiệm làm giáo sư tại École nationale supérieure des Beaux-Arts de Paris vào năm 1987.

## Danh mục
- Sisyphe géomètre, cùng Ghérasim Luca (poème), Genève, Impr. Union (Paris), Claude Givaudan|Givaudan 1966
- Le Chant de la carpe, cùng Ghérasim Luca (poème), Paris, François Di Dio, Le Soleil Noir, 1973
- Kowalski, espaces, épreuves: contient Serre des temps de Henri-Alexis Baatsch; Cimento: Kowalski của Jean-Christophe Bailly; Idées récurrentes sur l'épreuve du sens de Jacques Dyck, Genève, Givaudan, 1978
- Piotr Kowalski, của  Jean-Christophe Bailly: Éditions Hazan, Paris, 1988
- Information Transcript (CDrom édité par le Métafort d'Aubervilliers)
- Art et Science, Hommage à Piotr Kowalski/.., 20/21e siècles, Cahiers du Centre Pierre Francastel, n°3, automne 2006
- Piotr Kowalski, A contemporary’s Insights, của Jean-Max Albert, Far-Sited: California International Sculpture Symposium 1965/2015, University Art Museum, California State University, Long Beach, 2018

## Tác phẩm điện ảnh
- Deux temps, trois mouvements, Gisèle et Luc Meichler, Centre Georges Pompidou et EXLGM©, Paris, 1982
- In Situ Kowalski, Gisèle et Luc Meichler, Paris, EXLGM©, Paris, 1993
- Le Cube de la Population, Gisèle et Luc Meichler, Paris, EXLGM©, Paris, 1995
- Piotr Kowalski entretien avec Claude Guibert, Encyclopédie audiovisuelle de l'art contemporain, Paris, 1996
- Piotr Kowalski, entretiens à propos des projets, Gisèle et Luc Meichler, EXLGM©, Paris, 2000

## Tác phẩm ngoài trời
- Now 33° 46' 52.24 N 118° 06' 46.07" W, 1965.
- L'Axe de la Terre 48° 50' 25.21" N 2° 35' 04.17" E. 1992.
  - L'Axe de la Terre Université de Marne la Vallée,
- L'Arche de Saint-Quentin en Yvelines 48° 47' 23.55" N 2° 02' 08.92" E
- Place des Degrés (Place Blaise Pascal) 48° 53' 22.93 N 2° 14' 08.40" E (image)
- Le Grand Escalier 48° 53' 29" N 2° 14' 11" E. 1991-1993.
- Signal (Tour de Vitry), 48° 47' 19" N 2° 23' 25" E. 1974. (image)
- Bimetallic, the Metal Forum in Danube Park, (Thermocouple, forum metall Donaulande) Linz, Austria
- Tour de Créteil 1990. (image)
- Totem Holographique 1993. (image)
- Windmill, Yamaguchi Beach 34°00'19.16" N 131°22'25.35" E Image Lưu trữ ngày 4 tháng 3 năm 2016 tại Wayback Machine Panoramic image Lưu trữ ngày 12 tháng 10 năm 2016 tại Wayback Machine, 2001.
- Sunflower, Daikanyama, Tokyo 35°38'56.39" N 139°42'08.29" E
- Oike Dori Fountain, Kyoto 35°00'39.40" N 135°46'11.22" E. 1997.
- Electronic Tree, Morioka Japan Image Lưu trữ ngày 15 tháng 10 năm 2016 tại Wayback Machine